# 绍什库特
绍什库特，是匈牙利佩斯州所辖的一个村。总面积27.67平方公里，总人口3173，人口密度114.7人/平方公里（2011年1月1日）。